# Culinária do Uruguai

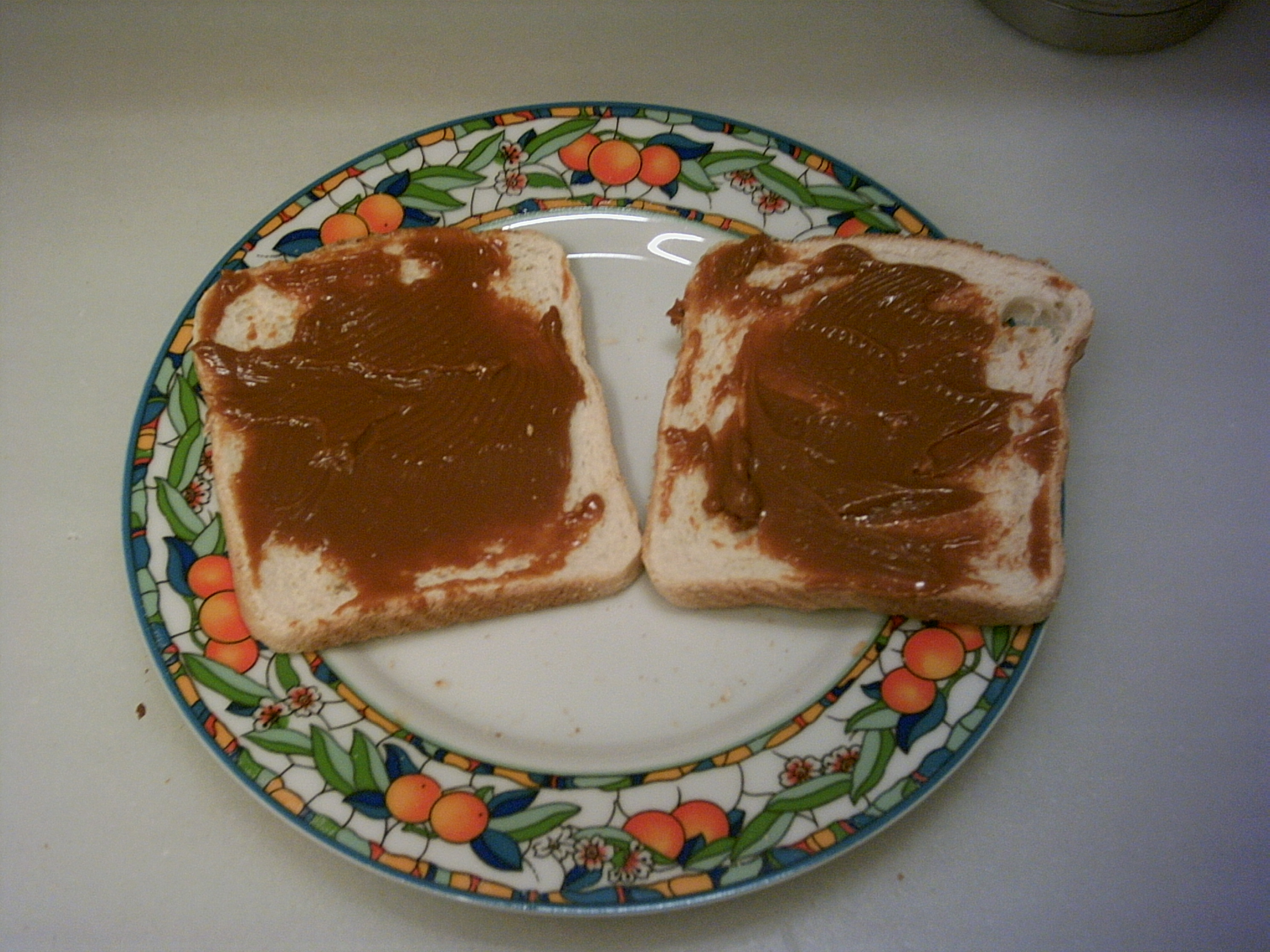
Torradas com doce de leite uruguaio.

A culinária do Uruguai é, basicamente, o resultado da junção  das  cozinhas italianas e espanholas. Recebeu também contribuições das cozinhas brasileiras, europeias, de outros países sul-americanos e, em menor escala, da indígena.
Essa diversidade é um dos fatores que distinguem a cozinha do rio-pratense da que se faz no restante da América Latina. Por ela, é possível encontrar pratos e bebidas típicas, como o churrasco e o chimarrão.